# Jules Rieffel
Pour les articles homonymes, voir Rieffel.
Jules Rieffel, né le 5 décembre 1806 à Barr (Bas-Rhin) et mort le 22 novembre 1886 à Nozay (Loire-Atlantique), est un ingénieur agronome français, fondateur de l'école d'agriculture de Grand-Jouan à Nozay qui deviendra après son décès, l’École nationale supérieure agronomique de Rennes. 

## Biographie

### Enfance et instruction
Jules Rieffel est le fils d’Antoine Rieffel, notaire, et de Marie Anne Schaeffer. Il fait ses études secondaires au Collège royal de Strasbourg. 
À la suite d'une maladie l'écartant de la carrière militaire qu'il envisageait, il entre en 1827 à l'école de Roville, près de Nancy, première école d'agriculture en France, ouverte par Mathieu de Dombasle. Il en sort major de sa promotion.

### Installation en Loire-Atlantique
Au cours d'un voyage en Bretagne, il fait la connaissance d'un armateur nantais, Charles Haentjens, propriétaire d'un domaine de 500 hectares au lieu-dit Grand-Jouan, à Nozay, à 45 km au nord de Nantes. Mais il s'agit de landes couvertes d'ajoncs, de bruyères et de genêts. Jules Rieffel accepte d'entreprendre et de diriger le défrichement de ce domaine.

### Initiateur d'une ferme-école devenue modèle pour la loi de 1848

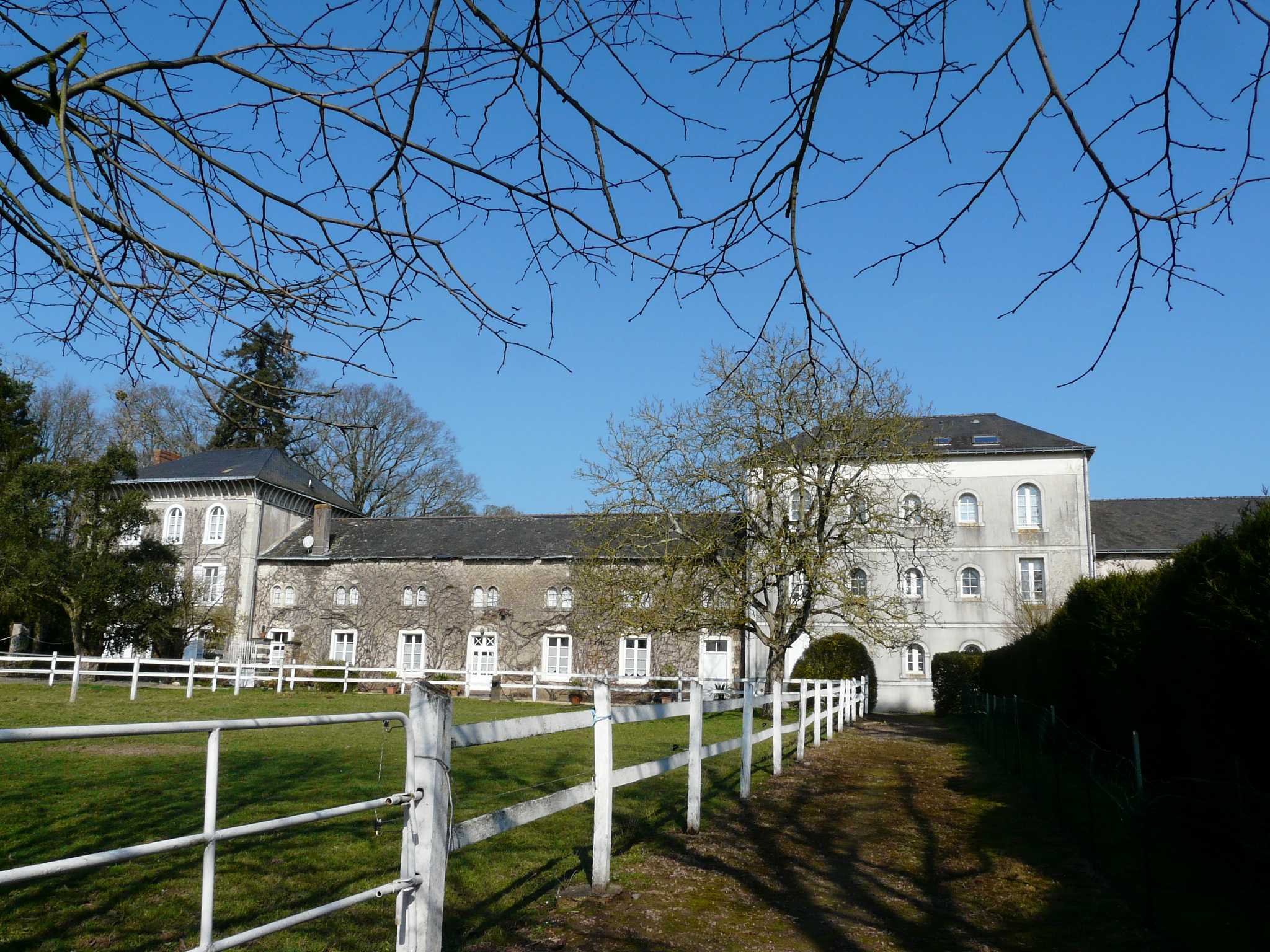
Les bâtiments de l'école d'agriculture de Grandjouan à Nozay, aujourd'hui transformés en gite rural après fermeture de l'établissement.

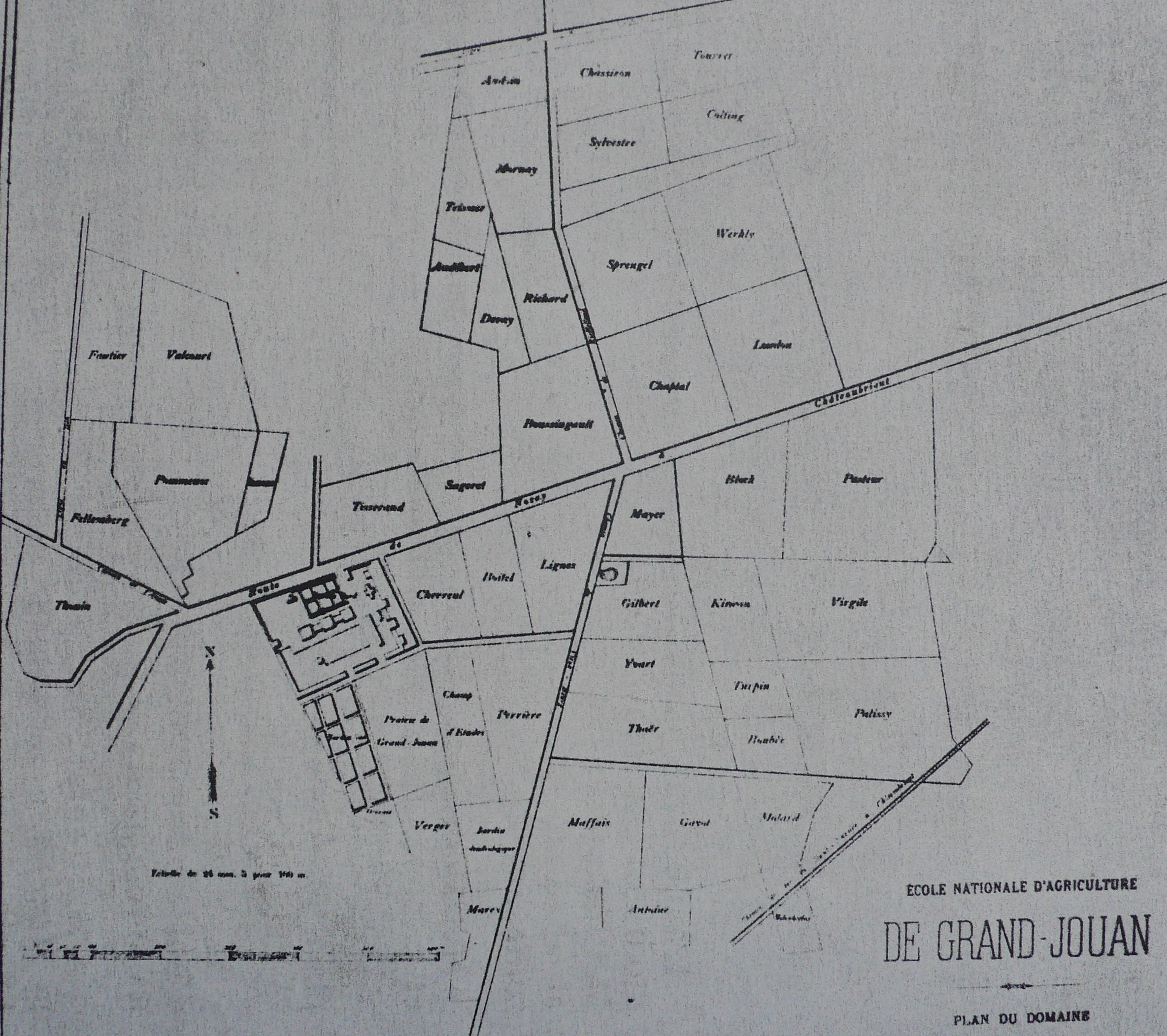
Plan du domaine de Grand-Jouan à Nozay en 1883 alors que l'établissement est une école nationale d'agriculture (depuis 1870). L'école déménagera à Rennes en 1896, dix ans après le décès de Jules Rieffel.

Il est ainsi amené, durant les années 1830, à créer par étapes l'école d'agriculture de Grand-Jouan, Institut agricole à partir de 1849. C'est la première école nationale d’agriculture française dont il est le directeur enthousiaste de 1830 à 1881. Il y développe une science agricole fondée sur les résultats expérimentaux.

### Vie de famille
En 1831, il s'allie à Henriette Bourgault-Ducoudray, fille de l'armateur Guillaume Bourgault-Ducoudray, président de la Chambre de commerce de Nantes, nièce de Louis-François de Tollenare et belle-sœur d'Adolphe Billault, député et futur ministre de Napoléon III. 

### Fondateur de plusieurs revues agricoles
En 1840, Jules Rieffel fonde la revue Agriculture de l'ouest de la France. 

### Mort
Après sa mort, il est inhumé dans une chapelle située sur la lande de Limerdin à Nozay, au milieu d'un bouquet de pins. Cette chapelle, consacrée en 1841, a d'abord été un lieu funéraire pour deux fils de Jules Rieffel, puis pour l'ensemble de sa famille.

## Hommages

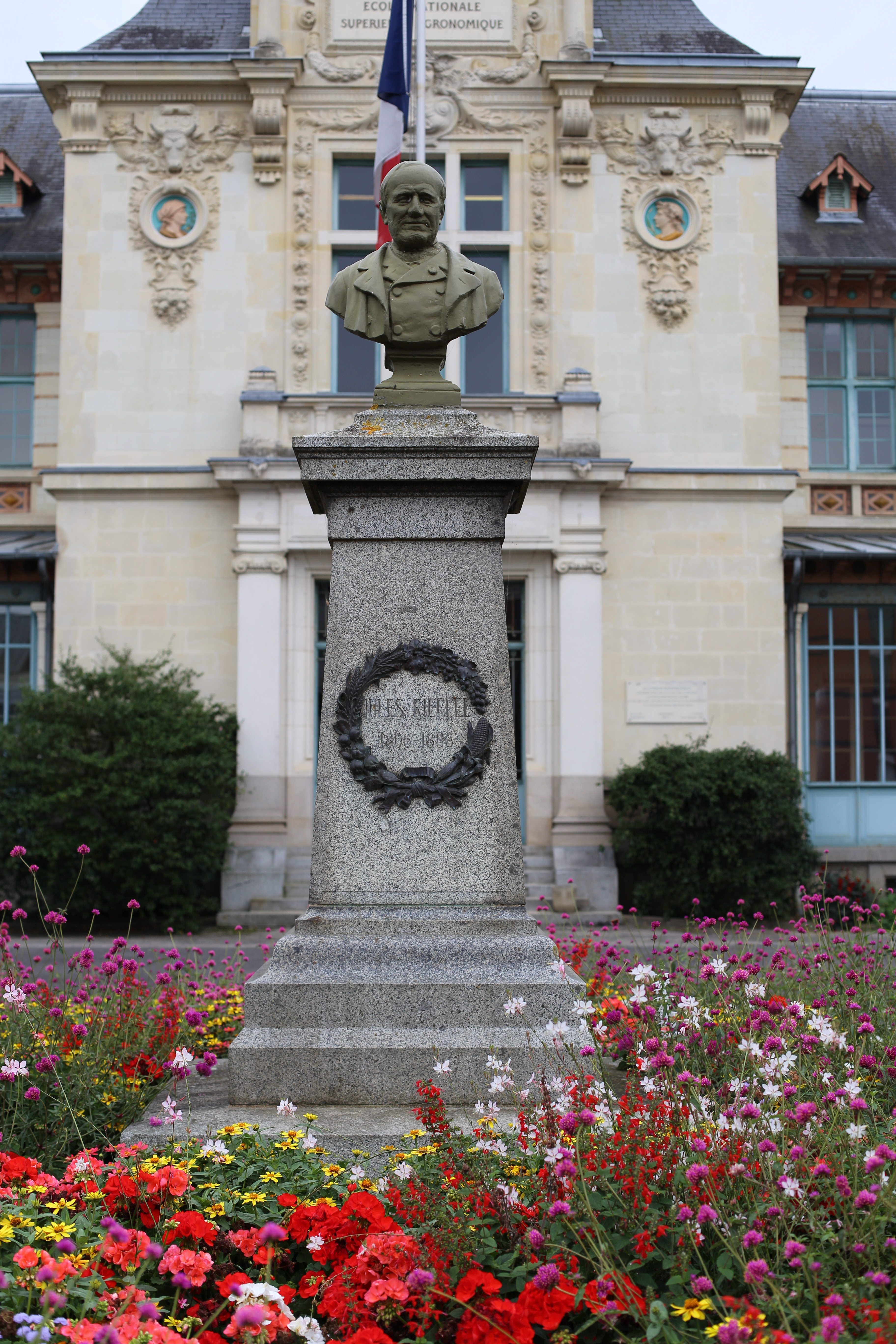
Buste de Jules Rieffel situé dans la cour d'honneur de l'école supérieure agronomique de Rennes

Il est un des fondateurs de la ferme-école de Grandjouan à Nozay, transférée à Rennes en 1895 et devenue depuis l’École nationale supérieure agronomique de Rennes, c'est pourquoi un buste sculpté à son effigie est exposé dans la cour d'honneur et dans le bâtiment historique de l'école de Rennes.
Un lycée professionnel porte son nom : le lycée agricole Jules Rieffel, à Saint-Herblain (Loire-Atlantique).
Deux rues portent son nom : l'une à Rennes et l'autre à Nozay.

## Publications
- Jules Rieffel, « Organisation de l'agriculture », in Agriculture de l'Ouest de la France, 1844, pp. 593-620.
- Jules Rieffel, Cours d'économie rurale / professé à l'Institut agricole de Hohenheim, par M. Goeritz ; Traduit sur manuscrit allemand par Jules Rieffel, Paris, Bouchard-Huzard, 1850 (lire en ligne).
- Jules Rieffel, Leçons de chimie agricole, études sur l'atmosphère, le sol et les engrais, par Adolphe Bobierre,... Avec une introduction par M. Jules Rieffel, Paris, G. Masson, 1872